# اولین خون
اولین خون (به انگلیسی: First Blood) نخستین فیلم از سری فیلم‌های رمبو می‌باشد که در سال ۱۹۸۲ به کارگردانی تد کاچف و بازیگری سیلوستر استالونه به روی پردهٔ سینماها رفت.
قهرمان اصلی داستان جان رمبو سرباز کهنه‌کاری است که به تازگی از جنگ ویتنام برگشته و طی یک سری اتفاق در جریان فیلم قرار می‌گیرد. فیلم با ۱۵۶ میلیون دلار فروش، موفق شد جایگاه سیزدهمین فیلم پرفروش در گیشه داخلی را به دست بیاورد.
دنباله جدید این فیلم با نام رمبو: آخرین خون در سال ۲۰۱۹ اکران شد.

## خلاصه داستان
داستان این فیلم در ارتباط با سرباز فوق حرفه‌ای می‌باشد که برای زندگی به شهری می‌رود اما پلیس آن شهر به او تهمت زده و او را اذیت می‌کند و ناخواسته او را در مسیری قرار می‌دهد که مجبور به دفاع از خود و درگیری با ارتش و پلیس می‌کند.

## مشروح داستان
در دسامبر ۱۹۸۱، جان رمبو، کهنه‌سرباز ارتش ایالات متحده و از بازماندگان جنگ ویتنام، درمی‌یابد که آخرین بازمانده از یگان خود است، پس از آن‌که متوجه می‌شود یکی از دوستان قدیمی‌اش بر اثر عوارض ناشی از تماس با عامل نارنجی درگذشته است. رمبو، بی‌هدف و سرگردان، پیاده به شهر کوچکی به‌نام هوپ در ایالت واشینگتن می‌رسد، جایی که با کلانتر محلی، ویل تیزل، روبه‌رو می‌شود. تیزل با پیش‌داوری، او را ولگرد می‌پندارد و از شهر بیرون می‌کند. رمبو که احساس تحقیر شده، تلاش می‌کند به شهر بازگردد، اما تیزل به‌سرعت او را دستگیر کرده و به بازداشتگاه منتقل می‌کند، جایی که معاون بی‌رحم کلانتر، آرت گالت، مسئول رسیدگی به اوست. گالت و دیگر نیروهای کلانتری با رمبو بدرفتاری می‌کنند و این رفتار باعث به یادآوری صحنه‌هایی از شکنجه‌های دوران اسارت رمبو در ویتنام می‌شود. رمبو با استفاده از چاقویش فرار کرده و به کوهستان‌های اطراف پناه می‌برد.
تیزل با همکاری نیروهایش، از جمله بالگرد و سگ‌های شکاری، عملیات جست‌وجو را آغاز می‌کند. گالت بر خلاف دستور تیزل تلاش می‌کند از داخل بالگرد به رمبو شلیک کند، اما رمبو با پرتاب سنگ موجب از دست رفتن کنترل خلبان شده و گالت از بالگرد سقوط کرده و کشته می‌شود. تیزل درمی‌یابد که رمبو یکی از سربازان نیروهای ویژه ارتش ایالات متحده و دارندهٔ نشان افتخار است، اما همچنان از توقف عملیات خودداری می‌کند. رمبو که نمی‌خواهد خشونت بیشتری رخ دهد، سعی می‌کند تسلیم شود، اما مورد شلیک قرار می‌گیرد و به جنگل می‌گریزد. او با استفاده از مهارت‌های بقاء در طبیعت تله‌هایی برای نیروهای تعقیب‌کننده می‌گذارد و تیزل را با چاقو تهدید می‌کند تا از تعقیب او دست بکشد، سپس به عمق جنگل فرار می‌کند.
نیروهای پلیس ایالتی واشینگتن و گارد ملی واشینگتن نیز به عملیات جست‌وجو می‌پیوندند و سرهنگ ساموئل تروتمن، فرمانده پیشین و مربی رمبو نیز وارد ماجرا می‌شود. تروتمن به تیزل هشدار می‌دهد که عقب‌نشینی کند، اما تیزل نمی‌پذیرد. رمبو نیز از طریق بی‌سیم از تسلیم شدن امتناع کرده و تأکید می‌کند که «آن‌ها بودند که نخستین گلوله را شلیک کردند.»
رمبو به یک معدن متروکه پناه می‌برد، اما نیروهای گارد ملی با استفاده از موشک M72 LAW و پس از ناکامی در شلیک‌های سرکوب‌گر، ورودی معدن را فرومی‌ریزند. با وجود تصور اولیه مبنی بر مرگ رمبو، او از طریق یک کانال تهویه می‌گریزد و پس از ربودن یک کامیون نظامی، به شهر بازمی‌گردد تا با تیزل روبه‌رو شود. تروتمن بار دیگر تلاش می‌کند او را متوقف کند، ولی رمبو با انفجار یک پمپ بنزین و قطع برق شهر، حواس نیروها را پرت می‌کند و یک اسلحه‌فروشی را نیز منفجر می‌کند. سپس به ادارهٔ کلانتری حمله کرده و تیزل را با شلیک از مسلسل ام۶۰ که از کامیون به دست آورده، از ناحیهٔ پا زخمی می‌کند.
تروتمن سر می‌رسد و با رمبو گفت‌وگو می‌کند. رمبو سرانجام پس از فروپاشی روحی و بیان خاطرات تلخ جنگ و بی‌مهری جامعه نسبت به خود، تسلیم می‌شود. تروتمن او را دلداری می‌دهد و به همراهش به بازداشت فدرال می‌برد، در حالی‌که رمبو هنگام خروج نگاهی کوتاه به تیزل، که برای انتقال به بیمارستان در آمبولانس قرار دارد، می‌اندازد.

## نقش‌ها
- سیلوستر استالونه - جان رمبو
- ریچارد کرنا - سرهنگ سام تراتمن
- برایان دنهی - کلانتر ویل تیزل
- بیل مک‌کینی - دیو کرن

## دنباله‌ها
- رمبو: اولین خون قسمت دوم (۱۹۸۵)
- رمبو ۳ (۱۹۸۸)
- جان رمبو (فیلم ۲۰۰۸)
- رمبو: آخرین خون (۲۰۱۹)